# Saamaka Marron Museum
Het Saamaka Marron Museum is een kunst- en cultuurhistorisch museum over de Saamaka (Saramaccaners) in het dorp Pikin Slee aan de Boven-Surinamerivier. De Saramaccaners zijn een marronstam die tijdens de periode van de slavernij van de plantages vluchten en zich langs de Boven-Suriname en de Saramaccarivier vestigden.

## Initiatief
Het initiatief voor het museum ligt bij vijf rastafari-kunstenaars van het collectief Totomboti die zich specialiseerden in houtsnijwerk, zoals hardhouten meubels die in binnen- en buitenland aftrek vinden. Enkele kunststukken van Totomboti zijn ook in het Wereldmuseum in Amsterdam te zien.

## Opening
De softe opening was op 26 februari 2010. De grand opening op 15 oktober 2011 was het middelpunt van drie dagen feest, met activiteiten als dansen, sport, een culturele markt, een kampvuur en de vertoning van de film Pikin Slee, een dorp in ontwikkeling. Er waren toespraken van vicepresident Robert Ameerali en minister Falisie Pinas van Toerisme. Bij de totstandkoming van het museum kreeg Totomboti ondersteuning van Suralco, Staatsolie en verschillende organisaties uit binnen- en buitenland.

## Collectie
Het museum herbergt uniek erfgoed dat jarenlang werd verzameld in dorpen langs de rivier. Er is allerlei houtsnijwerk te zien dat ook gebruikt wordt om de voorgevels van de Saramaccaanse huizen te versieren. In de tuin van het museum staan beeldhouwwerken die door de leden van Totomboti zijn gemaakt. In het museum zijn ook andere soorten kunstvoorwerpen te zien, en daarnaast traditionele kleding, borduurwerk voor de wikkelrokken (panji's), muziekinstrumenten en gereedschappen, en wordt op de bereiding van cassavebrood ingegaan. Een inwoonster van het dorp verzorgt de rondleidingen in het museum.
Het museum speelt een rol in het geven van workshops en cursussen aan kinderen en volwassenen over Saramaccaanse kunst en cultuur. In de museumwinkel worden lokale producten verkocht, inclusief de hardhouten meubelen die indien gewenst naar Nederland verscheept worden.
In 2016 werd de bouw van traditionele hutten op het terrein voltooid waarmee een getrouw beeld nagebootst wordt van het leven van de Saramaccaners. Het museum richt zich op verdere ontwikkeling naar de toekomst, met de aanleg van een plantentuin, gebedsplaats, gangasa (een werkhut waarin vrouwen cassave bereiden en rijst stampen) en er staat de komst van een suikerrietpers op het programma.